# BSG Chemie Leipzig (1950)
Die Betriebssportgemeinschaft Chemie Leipzig, kurz BSG Chemie Leipzig oder einfach nur Chemie Leipzig, war ein Leipziger Sportverein aus dem Stadtteil Leutzsch, der als Betriebssportgemeinschaft (BSG) organisiert war. Bekannt war vor allem die Fußballmannschaft. Die BSG entstand 1950 aufgrund der Neuorganisation der DDR-Sportvereine auf Basis von mit der am 16. August 1950 erfolgten Umwandlung der ZSG Industrie Leipzig/Abteilung Leutzsch in die BSG Chemie Leipzig, die bereits im ersten Jahr ihres Bestehens die Fußballmeisterschaft der DDR in der Saison 1950/51 gewann. 1954 wurde der Verein aufgelöst und die Spieler vor die Wahl gestellt, entweder künftig beim Schwerpunktklub der zentralen Sportvereinigung Chemie in Halle zu spielen (SC Chemie Halle-Leuna) oder dem in Leipzig neu gegründeten Sportclub Lokomotive beizutreten, wobei die Spieler sich für letztere Variante entschieden und fortan unter dem neuen Namen SC Lokomotive Leipzig antraten. Aufgrund der Neustruktur des Leipziger Fußballs wurde die BSG Chemie 1963 erneut ins Leben gerufen, bekam die vermeintlich „nicht förderungswürdigen“ Spieler zugeteilt und wurde bereits im ersten Jahr ihrer Wiederbelebung als Überraschungsmeister der DDR-Oberliga 1963/64 zur „Legende“. Die BSG Chemie Leipzig bestand bis zur Wende und fusionierte 1990 mit der BSG Chemie Böhlen zum FC Sachsen Leipzig. Aufgrund zunehmender Unzufriedenheit eines Teils der Fanszene des FC Sachsen Leipzig wurde 1997 die BSG Chemie Leipzig neu gegründet.

## Vereinsgeschichte
Die Wurzel der späteren BSG Chemie Leipzig bildete der 1932 im Leipziger Stadtteil Leutzsch gegründete Sportverein für Turnen und Rasenspiele 1932 Leipzig, kurz TuRa. Weitere historische Angaben zu den Vorgängervereinen der BSG Chemie befinden sich im Artikel über den FC Sachsen Leipzig.
| Saison | Liga        | Platz     | Tore  | Punkte |
| --- | ----------- | --------- | ----- | ------ |
| 1949/50 | Oberliga    | 8. Platz  | 38:45 | 22:30  |
| 1950/51 | Oberliga    | 1. Platz  | 66:33 | 50:18  |
| 1951/52 | Oberliga    | 3. Platz  | 90:53 | 47:25  |
| 1952/53 | Oberliga    | 8. Platz  | 55:51 | 34:30  |
| 1953/54 | Oberliga    | 2. Platz  | 51:37 | 35:21  |
| 1954/55 | Oberliga    | 11. Platz | 33:38 | 24:28  |
| 1955 Übergangsrunde | Oberliga    | 6. Platz  | 21:17 | 14:12  |
| 1956 | Oberliga    | 3. Platz  | 45:22 | 34:18  |
| 1957 | Oberliga    | 7. Platz  | 36:32 | 26:26  |
| 1958 | Oberliga    | 9. Platz  | 40:28 | 25:27  |
| 1959 | Oberliga    | 9. Platz  | 28:36 | 24:28  |
| 1960 | Oberliga    | 3. Platz  | 37:31 | 32:20  |
| 1961/62 | Oberliga    | 6. Platz  | 67:57 | 40:38  |
| 1962/63 | Oberliga    | 5. Platz  | 38:35 | 27:25  |
| 1963/64 | Oberliga    | 1. Platz  | 38:21 | 35:17  |
| 1964/65 | Oberliga    | 3. Platz  | 47:29 | 31:21  |
| 1965/66 | Oberliga    | 8. Platz  | 32:32 | 26:26  |
| 1966/67 | Oberliga    | 12. Platz | 35:38 | 25:27  |
| 1967/68 | Oberliga    | 12. Platz | 26:32 | 21:31  |
| 1968/69 | Oberliga    | 6. Platz  | 30:27 | 27:25  |
| 1969/70 | Oberliga    | 4. Platz  | 33:27 | 30:22  |
| 1970/71 | Oberliga    | 14. Platz | 27:43 | 19:33  |
| 1971/72 | Liga St.C   | 1. Platz  | 35:7  | 32:8   |
| 1971/72 | Aufstiegsr. | 2. Platz  | 11:5  | 10:6   |
| 1972/73 | Oberliga    | 9. Platz  | 21:36 | 21:31  |
| 1973/74 | Oberliga    | 13. Platz | 22:39 | 15:37  |
| 1974/75 | Liga St.C   | 1. Platz  | 57:16 | 37:7   |
| 1974/75 | Aufstiegsr. | 1. Platz  | 12:5  | 12:4   |
| 1975/76 | Oberliga    | 13. Platz | 25:62 | 14:38  |
| 1976/77 | Liga St.C   | 1. Platz  | 46:22 | 33:11  |
| 1976/77 | Aufstiegsr. | 3. Platz  | 11:10 | 9:7    |
| 1977/78 | Liga St.C   | 1. Platz  | 45:15 | 33:11  |
| 1977/78 | Aufstiegsr. | 3. Platz  | 12:14 | 7:9    |
| 1978/79 | Liga St.C   | 1. Platz  | 61:28 | 35:9   |
| 1978/79 | Aufstiegsr. | 2. Platz  | 11:7  | 9:7    |
| 1979/80 | Oberliga    | 14. Platz | 21:58 | 15:37  |
| 1980/81 | Liga St.C   | 3. Platz  | 37:26 | 29:15  |
| 1981/82 | Liga St.C   | 4. Platz  | 40:25 | 27:17  |
| 1982/83 | Liga St.C   | 1. Platz  | 43:9  | 41:3   |
| 1982/83 | Aufstiegsr. | 2. Platz  | 13:9  | 11:5   |
| 1983/84 | Oberliga    | 12. Platz | 21:49 | 14:38  |
| 1984/85 | Oberliga    | 13. Platz | 26:56 | 17:35  |
| 1985/86 | Liga St.A   | 3. Platz  | 58:36 | 43:25  |
| 1986/87 | Liga St.A   | 10. Platz | 43:51 | 33:35  |
| 1987/88 | Liga St.B   | 6. Platz  | 40:33 | 41:27  |
| 1988/89 | Liga St.B   | 6. Platz  | 49:47 | 38:30  |
| 1989/90 | Liga St.B   | 2. Platz  | 47:36 | 39:29  |
| Spielzeiten in der DDR-Oberliga und DDR-Liga beige unterlegt: Spielzeit als ZSG Industrie Leipzig grün unterlegt: Gewinn der Meisterschaft orange unterlegt: Spielzeit als SC Lokomotive Leipzig |             |           |       |        |

### Gründung
Am 21. März 1949 fusionierte die SG Leipzig-Leutzsch mit den Sportgemeinschaften Lindenau-Hafen, Lindenau-Aue, Leipzig-Mitte und Böhlitz-Ehrenberg zur Zentralen Sportgemeinschaft (ZSG) Industrie. Am 1. April 1949 spaltete sich die ZSG Industrie Leipzig/Abteilung Leutzsch ab.
Aufgrund der Neuorganisation der DDR-Sportvereine auf Basis von Betriebssportgemeinschaften (BSG) wurde die ZSG am 16. August 1950 in die BSG Chemie Leipzig umgewandelt. Als Trägerbetrieb fungierte der chemische Betrieb VEB Lacke und Farben Leipzig.
In der ersten Saison der DDR-Oberliga 1949/50 erreichte die erste Mannschaft, noch als ZSG Industrie Leipzig antretend, den 8. Tabellenplatz. In der folgenden Saison 1950/51 spielte die BSG Chemie Leipzig eine gute Saison und erreichte am Ende der Saison punktgleich mit Turbine Erfurt den ersten Tabellenplatz. Das bessere Torverhältnis der Erfurter Mannschaft war damals noch kein Entscheidungskriterium, so dass ein Entscheidungsspiel über den Gewinn der DDR-Meisterschaft erforderlich wurde. Dieses Spiel gewann die BSG Chemie Leipzig vor rund 60.000 Zuschauern im Chemnitzer Ernst-Thälmann-Stadion mit 2:0.

### Zwischen Betriebssportgemeinschaft und Sportclub
Ab 1954 war die BSG Chemie Leipzig von den wiederholten Umstrukturierungen der Leipziger Sportvereine mehrfach und nachhaltig betroffen. Die Spieler der ersten Mannschaft wurden vor die Wahl gestellt, entweder künftig beim Schwerpunktklub der zentralen Sportvereinigung Chemie in Halle zu spielen (SC Chemie Halle-Leuna) oder dem in Leipzig neu gegründeten Sportclub Lokomotive beizutreten. Die Spieler entschieden sich für letztere Variante.
Der SC Lokomotive Leipzig gewann den FDGB-Pokal 1957. Parallel dazu spielte unter dem „Traditionsnamen“ BSG Chemie Leipzig-West eine neugegründete Mannschaft in der fünftklassigen Bezirksklasse. Diese trug ihre Heimspiele im Georg-Schwarz-Sportpark aus, während der SC Lokomotive im Stadion des Friedens in Gohlis und teilweise im Bruno-Plache-Stadion spielte.
1963 wurde der SC Lokomotive Leipzig mit dem SC Rotation Leipzig zum SC Leipzig vereinigt. Die Fußballabteilungen der beiden Vereine waren in der Fußball-Oberliga vertreten, weshalb die BSG Chemie Leipzig neu gegründet wurde, um für die anstehende Saison 1963/64 die beiden Oberligastartrechte für Leipzig zu erhalten. Während sich dabei die Mannschaft des SC Leipzig als Fußballschwerpunkt aus den vermeintlich leistungsstärksten Leipziger Spielern zusammensetzte, sollte die BSG „leistungsmäßig so aufzubauen sein, dass sie den Anforderungen der Oberliga gerecht wird.“ Die in den Vorjahren in der Bezirksklasse spielende Mannschaft der BSG Chemie Leipzig-West wurde zur 3. Mannschaft der neuen BSG Chemie Leipzig.
Der NOFV führt in seiner offiziellen Ewigen Tabelle der DDR-Oberliga die Ergebnisse von Chemie Leipzig und Sachsen Leipzig gemeinsam unter FC Sachsen Leipzig (Platz 13) und listet die Ergebnisse des SC Lokomotive Leipzig eigenständig. Der SC Lok belegt Platz 21.

### Der „Rest von Leipzig“ gewinnt die Meisterschaft

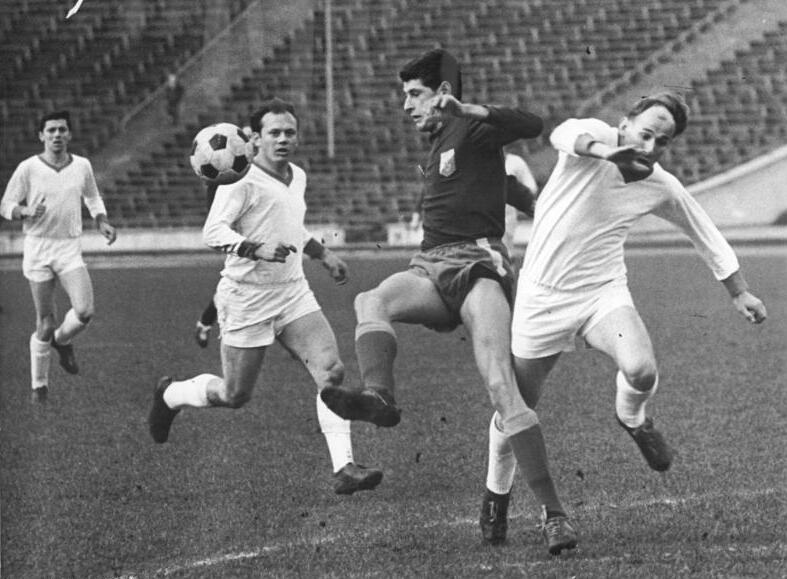
Halbfinale FDGB-Pokal 1965/66 – Chemie Leipzig gewinnt 2:0 gegen Motor Zwickau

In der folgenden Saison 1963/64 konnte die BSG Chemie Leipzig den wohl größten Erfolg der Vereinsgeschichte feiern. Die als „Rest von Leipzig“ bezeichnete Mannschaft spielte unter Trainer Alfred Kunze sehr erfolgreich. So gelang unter anderem ein 3:0-Erfolg gegen den SC Leipzig. Außerdem kamen im Schnitt 20.461 Zuschauer zu den Spielen der BSG Chemie Leipzig und damit mehr als doppelt so viele Zuschauer wie zu den Spielen des SC Leipzig. Vor dem letzten Spieltag in Erfurt reichte der BSG Chemie Leipzig ein Punkt für die Meisterschaft, weshalb rund 10.000 Fans am 10. Mai 1964 nach Erfurt zum Auswärtsspiel mitreisten. Bereits nach 13 Spielminuten führte die BSG Chemie Leipzig mit 2:0 und verteidigte die Führung bis zum Abpfiff. Die Meisterschaft 1964 der BSG Chemie Leipzig war die größte Überraschung in der Geschichte der DDR-Oberliga. Die Meisterelf um die Spieler Klaus Günther, Dieter Sommer, Manfred Walter, Bernd Bauchspieß, Heinz Herrmann, Horst Slaby, Wolfgang Behla, Lothar Pacholski, Dieter Scherbarth, Bernd Herzog, Wolfgang Krause, Klaus Lisiewicz, Manfred Richter und Hans-Georg Sannert wurde später lebensgroß in Beton gegossen und steht noch heute im Alfred-Kunze-Sportpark.
1966 konnte die BSG Chemie Leipzig erneut den FDGB-Pokal gewinnen. Im Finale in Bautzen wurde Lok Stendal durch ein Tor von Hans-Bert Matoul mit 1:0 besiegt.

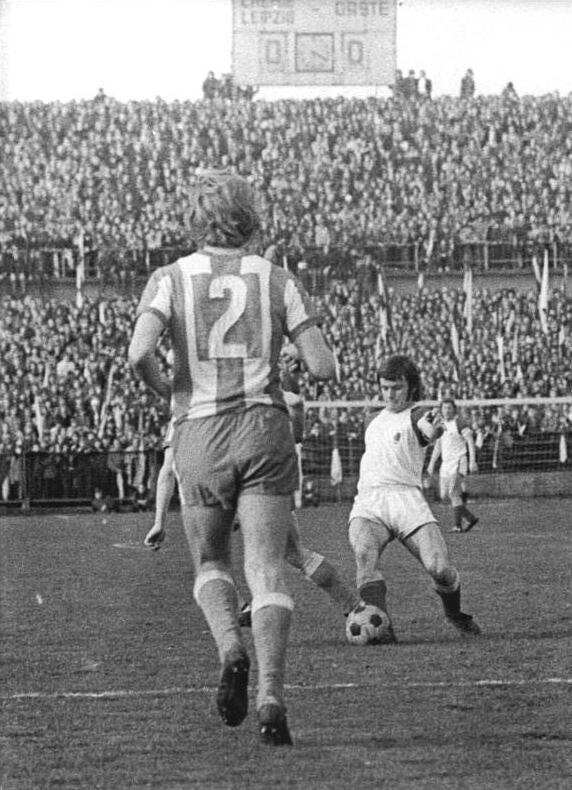
3. April 1974: die BSG Chemie Leipzig verliert im entscheidenden Spiel um den Klassenerhalt gegen Rot-Weiß Erfurt und muss zum zweiten Mal absteigen

### Chemie Leipzig als Fahrstuhlmannschaft
An diese großen Erfolge konnte die BSG Chemie Leipzig in den folgenden Jahren nicht wieder anknüpfen. 1971 stieg der Verein erstmals aus der Oberliga ab und wurde in den folgenden Jahren zur Fahrstuhlmannschaft, wobei der Verein öfter in der zweitklassigen DDR-Liga spielte. Zwar gelang 1972 der direkte Wiederaufstieg in die Oberliga, aber bereits 1974 erfolgte der Wiederabstieg. Weitere Aufstiege gelangen danach in den Jahren 1975, 1979 und 1983. Absteigen musste der Verein jeweils in den Jahren 1976, 1980 und 1985.

### Entstehung des FC Sachsen Leipzig

Logo des FC Grün-Weiß Leipzig (1990)

In der Saison 1989/90 belegte die BSG Chemie Leipzig den 2. Platz der DDR-Liga. Infolge der Wende wurde der Sport in Ostdeutschland neu organisiert. So wurde die bisherige BSG Chemie Leipzig am 30. Mai 1990 umbenannt in FC Grün-Weiß 1990 Leipzig. Auf Grund des für den DDR-Fußball vereinbarten Eingliederungsverfahrens in den gesamtdeutschen Fußball hätte dieser Verein lediglich drittklassig spielen dürfen. Deshalb erfolgte ein Fusionsangebot an den aus der BSG Chemie Böhlen hervorgegangenen FSV Böhlen, der in der vorangegangenen Saison in der DDR-Fußball-Liga Staffel B den Aufstiegsplatz zur DDR-Oberliga erreicht hatte. Nachdem der sich in angespannter finanzieller Lage befindliche FSV Böhlen das Angebot angenommen hatte, entstand durch die Fusion der Fußballabteilungen beider Vereine am 1. August 1990 der FC Sachsen Leipzig, der das Aufstiegsrecht in die Oberliga wahrnahm.
Umgangssprachlich wurde auch der FC Sachsen von Fans und fußballinteressierten Leipzigern weiterhin „Chemie“ und seine Anhänger „Chemiker“ genannt.

## Sportliche Erfolge
- DDR-Meister: 1951, 1964
- DDR-Vizemeister: 1954
- DDR-Meisterschaftsdritter: 1952, 1956 (als SC Lokomotive), 1960 (als SC Lokomotive), 1965
- FDGB-Pokalsieger: 1957 (als SC Lokomotive), 1966
- FDGB-Pokalfinalist: 1958 (als SC Lokomotive)
- Zuschauer-Rekordhalter für Meisterschaftspunktspiele: 100.000 im Zentralstadion als SC Lokomotive Leipzig gegen den SC Rotation Leipzig am 9. September 1956

## Internationale Vergleiche

### Europäische Pokalwettbewerbe
Europapokal der Landesmeister 1964/65
- Chemie Leipzig – Győri ETO FC (Ungarn) 0:2 / 2:4

International Football Cup 1965/66
- einige Spiele bis Halbfinale  1. FC Lokomotive Leipzig – Chemie Leipzig 1:0 / 1:1

Europapokal der Pokalsieger 1966/67
- 1966 Legia Warschau – Chemie Leipzig 2:2 / 0:3
- 1966 Chemie Leipzig – Standard Lüttich 2:1 / 0:1

### Weitere internationale Spiele (Auswahl)
Chemie Leipzig spielte fast jedes Jahr gegen ausländische Fußballmannschaften, darunter auch gegen einige westdeutsche Teams.
1951
- Chemie Leipzig – Preußen Dellbrück 2:7, 45.000 Zuschauer
- Chemie Leipzig – Hamburger SV 2:2, 70.000 Zuschauer[6]
- Chemie Leipzig – Tennis Borussia Berlin 2:3, 25.000 Zuschauer

1952
- Chemie Leipzig – Hannover 96 2:0, 25.000 Zuschauer
- Chemie Leipzig – Werder Bremen 0:3, 20.000 Zuschauer
- Chemie Leipzig – Hertha BSC 3:1 15.000 Zuschauer

1954
- Chemie Leipzig – FSV Frankfurt 1:1, 25.000 Zuschauer
- Chemie Leipzig – Holstein Kiel 3:1, 10.000 Zuschauer
- Karlsruher SC – Chemie Leipzig 3:1, 5.000 Zuschauer
- Chemie Leipzig – TSV Milbertshofen (München) 6:4

## Verhältnis zu anderen Vereinen

### Rivalitäten zu Leipziger Vereinen

Derby-Eintrittskarte aus der Saison 1999/2000

Bereits zu DDR-Zeiten standen die Fußballer aus Leutzsch in ständiger Rivalität zu ihrem Nachbarn aus Probstheida. So besuchten in den 1950er Jahren bis zu 100.000 Zuschauer die DDR-Oberliga-Begegnungen des Vorgängerclubs SC Lokomotive gegen den SC Rotation im Leipziger Zentralstadion, was bis heute den gesamtdeutschen Zuschauerrekord für Meisterschaftspunktspiele darstellt. Die Konzentrierung des Leipziger Spitzensports Mitte der 1960er Jahre verhärtete die Abneigungen zwischen den beiden Lagern, was seine Ursache unter anderem in der fortlaufenden Benachteiligung der BSG Chemie Leipzig gegenüber ihrem Ortsnachbarn hatte. So musste die BSG Chemie Leipzig trotz ihres Titelgewinns 1964 in der Folgezeit stets um den sportlichen Anschluss im DDR-Fußball kämpfen und darüber hinaus ihre fähigsten Spieler zum 1. FC Lokomotive (bis 1966 SC Leipzig) „delegieren“. Der 1. FC Lokomotive spielte dagegen als gefördertes Leistungszentrum meist in den oberen Regionen der DDR-Oberliga und war auch im Europapokal erfolgreich.
Auch nach der Wende und der damit einhergehenden „Gleichstellung“ der beiden Leipziger Vereine sowie der zeitweisen Umbenennung des Lokalrivalen in VfB Leipzig wurde die Rivalität von Fangruppen beiderseits unverändert aufrechterhalten, weshalb Fusionsbemühungen zu einem möglicherweise wettbewerbsfähigeren Verein mehrmals ergebnislos waren und mittlerweile nicht mehr angestrebt werden. Zuletzt zogen die Derbys zwischen dem FC Sachsen Leipzig und dem 1. FC Lokomotive Leipzig bis zu 15.000 Zuschauer an und gehörten damit deutschlandweit zu den bestbesuchten Begegnungen in der fünften Spielklasse.

### Fanfreundschaften

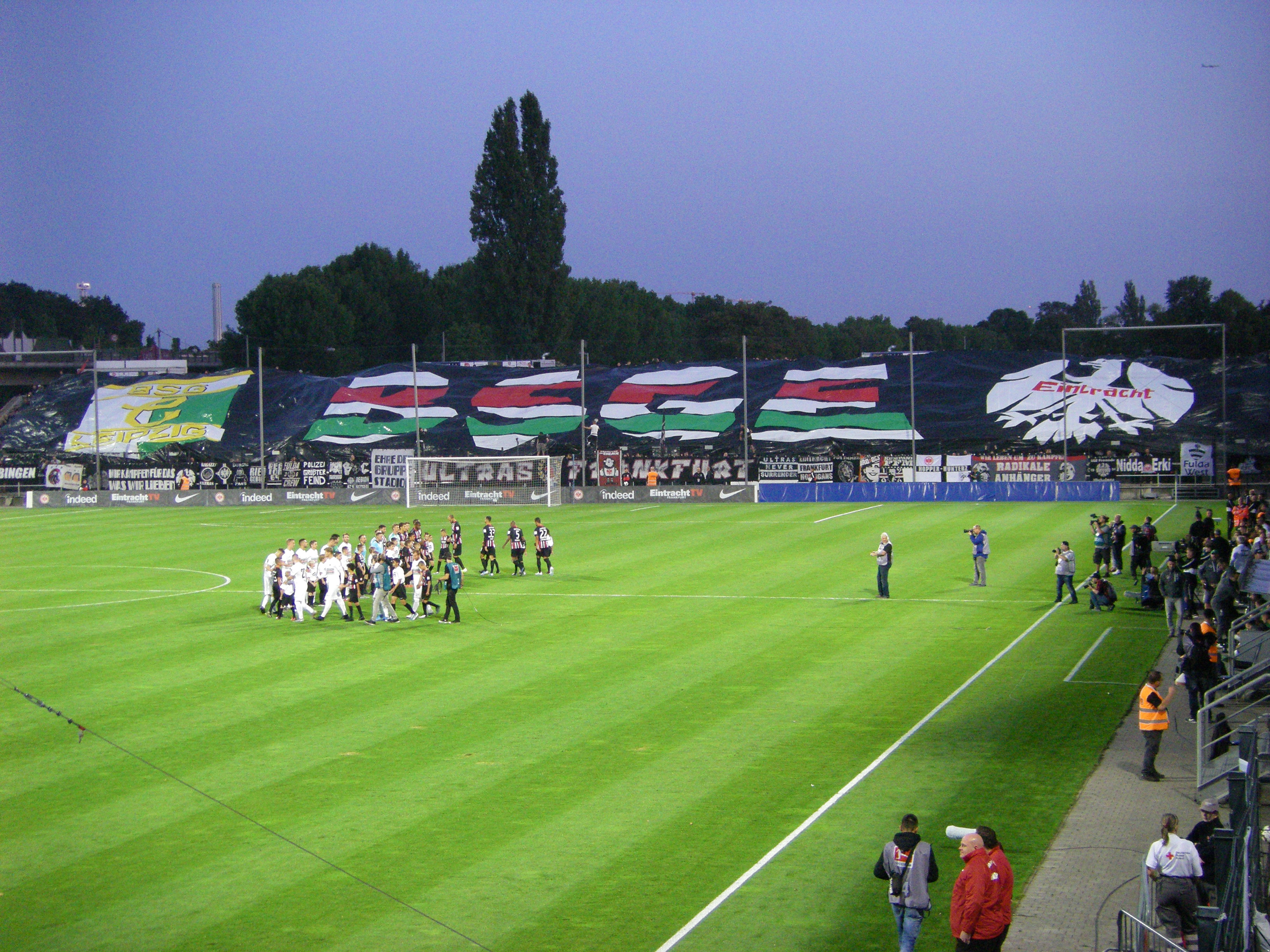
Transparent von Eintracht Frankfurt in Würdigung der Freundschaft zur
BSG Chemie Leipzig

Eine langlebige Fanfreundschaft bestand zu Teilen der Anhängerschaft des 1. FC Union Berlin. Sie entwickelte sich in den 1970er Jahren und beruhte auch auf gewissen Ähnlichkeiten beider Vereine. So fühlten sich sowohl die Anhänger von Union Berlin als auch die der BSG Chemie Leipzig gegenüber ihrem jeweiligen Lokalrivalen durch die Sportpolitik der SED benachteiligt. Die Verbundenheit wurde aber auch auf harte Proben gestellt und drohte dabei ganz zu zerbrechen. So kam es zwischen den Fans beider Vereine zu umfangreichen Ausschreitungen, als die BSG Chemie Leipzig 1984 nach zwei ausverkauften Entscheidungsspielen den Abstieg aus der höchsten Spielklasse für Union Berlin herbeiführte.
Ende der 1990er Jahre verfestigte sich die Freundschaft jedoch wieder. So traten Anhänger des FC Sachsen Leipzig bei den Spielen des VfB Leipzig gegen Union Berlin im Gästeblock auf, und Fans von Union Berlin taten dies analog, wenn der BFC Dynamo auf den FC Sachsen Leipzig traf. Beschrieben wird diese Gegenseitigkeit üblicherweise durch den Schlachtruf „Sympathie für Eisern und Chemie!“, bspw. zu lesen auf Zaunfahnen und Fanschals. Ein Programmheft des 1. FC Union erschien zu einem Spiel beider Kontrahenten sogar in beiden Vereinsfarben Grün-Weiß und Rot-Weiß auf der Titelseite.
Eine starke Fanfreundschaft herrschte auch zwischen den Fans der BSG Chemie Leipzig und der BSG Wismut Aue. Ab den 1970er Jahren bis zur Wende besuchten Fangruppen die Spiele des jeweils anderen Vereins. Beschrieben wurde diese Gegenseitigkeit üblicherweise durch den Schlachtruf „Sympathie – für Aue und Chemie!“. Zu Beginn der 1990er Jahre kam es jedoch auch zwischen den Fans beider Vereine zu gewaltsamen Ausschreitungen, so dass die Fanfreundschaft später vom überwiegenden Teil der Anhänger des FC Sachsen Leipzig nicht geteilt bzw. sogar abgelehnt wurde.
Außerdem besteht seit etwa 2004 auch eine sehr enge Fanfreundschaft zu Eintracht Frankfurt. Einige Fanclubs der BSG haben freundschaftliche Beziehungen zu Fangruppen in Sion (Schweiz).

## Bedeutende Persönlichkeiten

### Nationalspieler
Folgende Spieler der BSG Chemie Leipzig trugen das Trikot der Fußballnationalmannschaft der DDR:
| - Bernd Bauchspieß – 1 Länderspiel - Rainer Baumann – 2 Länderspiele - Günter Busch – 2 Länderspiele - Bernd Dobermann – 2 Länderspiele - Werner Eilitz – 8 Länderspiele - Dieter Fischer – 4 Länderspiele | - Heinz Fröhlich – 2 Länderspiele - Rudolf Krause – 2 Länderspiele - Horst Scherbaum – 5 Länderspiele - Lothar Vetterke – 1 Länderspiel - Manfred Walter – 16 Länderspiele - Arno Zerbe – 1 Länderspiel - Klaus Lisiewicz – 1 Länderspiel |

### Weitere bekannte Spieler
| - Heiner Backhaus - Werner Brembach - Rolf-Christel Guié-Mien - Mathias Jack - Hans-Jörg Leitzke - Klaus Lisiewicz - Wolfgang Lischke | - Hans-Bert Matoul - Adebowale Ogungbure - Walter Rose - Uwe Rösler - Dieter Scherbarth - Heiko Scholz - Otto Skrowny | - Dieter Sommer - Walter Stieglitz - Manfred Walter - Tom Geißler - Karsten Oswald - Marcel Rozgonyi | - Cătălin Răcănel - René Twardzik - Hartmut Pelka - Carsten Sänger - Giuseppe Canale |  |

### Trainer
Trainer seit 1949 (ohne Interimstrainer):
| - Fritz Krauß – 1949 bis 1951 - Hans Höfer – 1951 - Rolf Kukowitsch – 1951 - Otto Westphal – 1951 bis 1952 - Walter Richter – 1953 - Alfred Kunze – 1953 - Walter Rose – 1954 bis 1957 - Heinz Fröhlich - Rainer Baumann - Alfred Kunze – 1963 bis 1967 - Heinz Frenzel – 1967 bis 1968 - Otto Tschirner – 1968 bis 1971 | - Eberhard Dallagrazia – 1971 bis 1974 - Karl Schäffner – 1974 bis 1978 - Dieter Sommer – 1978 bis 1980 - Manfred Walter – 1980 bis 1981 - Wolfgang Müller – 1981 bis 1983 - Gerd Struppert – 1983 bis 1985 - Manfred Fuchs – 1985 bis 1986 - Wolfgang Müller – 1986 bis 1987 - Horst Slaby – 1987 bis 1989 - Wolfgang Müller – 1989 bis 1990 - Hans-Bert Matoul – 1990 |

## Gleichnamiger Nachfolgeverein
1997 wurde die Ballsportgemeinschaft Chemie Leipzig gegründet. Dadurch sollte die Tradition aus DDR-Zeiten gepflegt, der ehemalige Vereinsname und das ehemalige Logo des FC Sachsen-Vorgängervereins BSG Chemie Leipzig vor fremder Vereinnahmung geschützt und die Nachwuchsarbeit des FC Sachsen Leipzig als Förderverein unterstützt werden. Die Vereinsbezeichnung Ballsportgemeinschaft wurde unter anderem gewählt, weil diese analog zum Wort Betriebssportgemeinschaft zu BSG abgekürzt werden konnte. Hierdurch sollte eine weitgehende Namensidentität zur früheren BSG Chemie Leipzig erreicht werden.
Gegen Ende der Saison 2007/08 wandte sich nach internen Fanstreitigkeiten und Uneinigkeiten über die Ausrichtung des FC Sachsen Leipzig insbesondere die größte Ultragruppe, die „Diablos Leutzsch“, vom FC Sachsen Leipzig ab. Unter anderem aus diesem Grund nahm die BSG Chemie Leipzig in der Saison 2008/09 mit einer eigenen Herren-Fußballmannschaft erstmals am regulären Spielbetrieb teil. Nach drei Aufstiegen erreichte diese Mannschaft in der Saison 2011/12 die Stadtklasse Leipzig.
Nach der Saison 2010/11 übernahm der Verein die Erste Herren-Fußballmannschaft des VfK Blau-Weiß Leipzig und konnte deshalb in der Saison 2011/12 als Untermieter im Alfred-Kunze-Sportpark bereits in der Sachsenliga antreten.
Am 12. August 2011 wurde auf einer Mitgliederversammlung des Vereins die Umbenennung in Betriebssportgemeinschaft Chemie Leipzig beschlossen, so dass der Verein nunmehr unter dem Namen aus DDR-Zeiten spielt. Ein konkreter Bezug des Vereins zu einem existierenden Betrieb bzw. zu Betriebssportaktivitäten besteht nicht.
Die BSG Chemie Leipzig sieht sich als einzig legitimierten Nachfolger der alten BSG Chemie, während sie dem Vorstand des 2011 wegen Insolvenz aufgelösten FC Sachsen später vorwarf, mit der Tradition der alten BSG Chemie gebrochen zu haben.
Nachdem die Leutzscher 2018 nach nur einer Spielzeit aus der Regionalliga abgestiegen waren, gelang in der NOFV-Oberliga der sofortige Wiederaufstieg. 2019/20 belegte die BSG Chemie vor dem Saisonabbruch den 12. Platz in der Regionalliga Nordost und wird auch im kommenden Spieljahr in der vierten Klasse antreten.

## Rugby
Die Sektion Rugby der BSG Chemie Leipzig war in den frühen 1950er Jahren eine Spitzenmannschaft in der DDR. So kamen die Leipziger Chemiker 1952 und 1953 jeweils hinter der BSG Stahl Hennigsdorf auf den 2. und 1954 und 1955 hinter der HSG DHfK Leipzig und Stahl Hennigsdorf auf den 3. Rang in der nationalen Meisterschaft. Fünf Spieler der BSG Chemie Leipzig wurden in die Rugby-Union-Nationalmannschaft der DDR berufen.